# Кандея I
Кандея I (*д/н — після 1830) — 26-й мвене-мутапа (володар) Мономотапи в 1821—1830 роках.

## Життєпис
Походив з династії Мбіре. Старший син мвене-мутапи Чуфомбо. Посів трон близько 1821 року. Розпочав політику відновлення політичних та торгівельних відносин з Португалією. 1823 року запросив в португальської адміністрації сагуату (подарунок) за право користуватися золотими копальнями Каранги. Цим також мвене-мутапа визнав зверхність португальського короля. 1826 року отримав сагуату.
В наступні роки в державі вирував сильний голод, викликаний тривалими війнами в попередні роки. Водночас з труднощами відновлювалася торгівля. 1830 року повалений братом Дзекою. Але продовжив боротьбу, спираючись на вірні племена. дата смерті невідома.